# 永乐镇 (仪陇县)
永乐镇，是中华人民共和国四川省南充市仪陇县下辖的一个乡镇级行政单位。2019年9月，撤销武棚乡，将其所属行政区域划归永乐镇管辖。

## 行政区划
永乐镇下辖以下地区：
新寺社区、大桥社区、穆家坝村、柑子园村、陈家沟村、檬子梁村、赵家坝村、石桥坝村、鹿子垭村、大柏树村、真灵山村、牌楼沟村、紫云山村、史家沟村、堰塘坝村、骡子坎村、小寨子村、尖山子村、龙洞沟村、磨盘寨村、石骡沟村、中华嘴村、竹鸡山村、小峨山村、核桃坝村、金龟坝村和中佛山村、土寨沟村、楼子沟村、赵家湾村、金堂湾村、柏树堂村、郑家沟村、肖家梁村、团包山村、曾家沟村、新丰寺村、红庙子村、桂花屋村和新石桥村。